# Carl-Erik Ohlson
Pour les articles homonymes, voir Ohlson.
Carl-Erik Ohlson est un skipper suédois né le 23 septembre 1920 à Hälleviksstrand et mort le 24 décembre 2015 à Göteborg.

## Carrière
Carl-Erik Ohlson obtient une médaille de bronze olympique dans la catégorie des 5.5 Metre lors des Jeux olympiques d'été de 1952 à Helsinki.